# سپاه ۱۲ (ورماخت)
سپاه ۱۲ ورماخت (آلمانی: XII. Armeekorps) یکی از سپاه‌های نیروی زمینی ارتش آلمان در جنگ جهانی دوم بود که روز ۱ اکتبر سال ۱۹۳۶ میلادی در منطقه نظامی تازه تأسیس شده شماره ۱۲ در ویسبادن تشکیل شد.
این سپاه.

## تهاجم به لهستان
سپاه ۱۲ با وجود بسیج و آماده باش، هنگام حمله آلمان به لهستان که به آغاز جنگ جهانی دوم منجر شد، مشارکتی نداشت و در ناحیه زارلاند از مرزهای غربی محافظت می‌کرد. بدین منظور لشکرهای پانزدهم، سی و چهارم، پنجاه و دوم و هفتاد و نهم پیاده‌نظام در اختیار این سپاه قرار داشتند.
نهم سپتامبر اعلام شد واحدهای شناسایی سپاه نیروهای دشمن را که از مرز عبور کرده‌اند، بین موزل و راین مشاهده کرده‌اند. دو روز بعد سپاه ۱۲ گزارشی از بروز درگیری با دشمن و افتادن برخی ارتفاعات به دست آن‌ها ارائه داد. این مواضع فردای آن روز زیر آتش سنگین توپخانه پس گرفته شدند. پس از این درگیرهای پراکنده، سپاه ۱۲ تا پایان سال بدون بروز حادثه با اهمیت دیگری در همان موقعیت باقی ماند.

## تهاجم به فرانسه
هنگام آغاز تهاجم آلمان به فرانسه در دهم ماه مه سال ۱۹۴۰ میلادی، سپاه ۱۲ به عنوان بخشی از ارتش یکم، لشکرهای هفتاد و پنجم، دویست و پنجاه و دوم و دویست و پنجاه و هشتم پیاده‌نظام را با استقرار در زاربروکن در اختیار داشت. از پانزدهم ماه ژوئن، این سپاه کنار سپاه ۳۰ عملیات تهاجمی خود را در جبهه غربی آغاز کرد.
هجدهم همین ماه با دفع ضد حملات فرانسوی ها، از کانال راین-مارن گذر کرد و بیست و یکم در محاصره در آوردن نیروهای دشمن در ژرارمه مشارکت نمود. سپاه 12 در همین موقعیت به عملیات خود در فرانسه پایان داد. ابتدای ماه ژوئیه مقر این سپاه در ویتل در شرق فرانسه فرار داشت.
ماه سپتامبر همان سال به عنوان بخشی از ارتش چهارم به لهستان منتقل شد و در درویچین مستقر گردید.